# Oberhofen am Irrsee
Oberhofen am Irrsee – gmina w Austrii, w kraju związkowym Górna Austria, w powiecie Vöcklabruck. 1 stycznia 2015 liczyła 1574 mieszkańców.